# Team Energi Fyn
Team Energi Fyn var et dansk cykelhold der eksisterede fra 2002 til 2011. Det havde Cykling Odense som moderklub, og fra 2007 til slutningen af 2011-sæsonen kørte det som et UCI kontinentalhold.